# Gibelotte
Une gibelotte est une recette de cuisine française, souvent appliquée aux lapins, lapereaux, lièvres, mais aussi à des oies, poulets ou poissons. Pour la recette du lapin en gibelotte, c'est une variante du lapin chasseur, à base de diverses sortes de fricassée de lapin au vin blanc ou rouge, et de mélange de légumes de jardin potager,,,. 

## Étymologie
De l'ancien français « gibelet » (plat préparé avec de petits oiseaux), diminutif de gibier, par changement du suffixe.

## Histoire

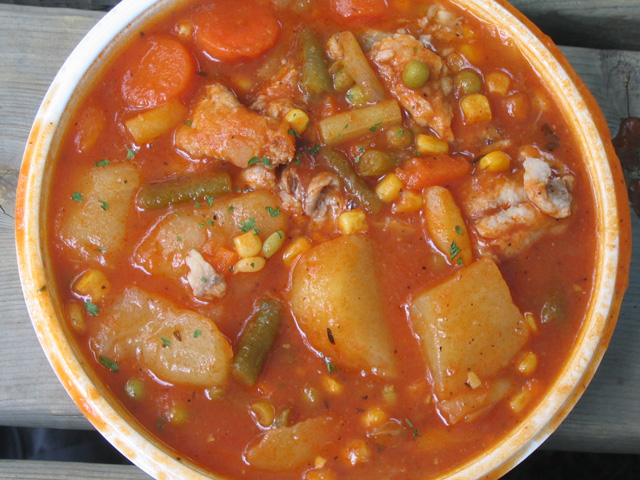
Gibelotte à la barbotte du festival de la Gibelotte de Sorel-Tracy au Québec.

Cette recette ancienne des histoires de la cuisine française et cuisine québécoise peut désigner :
- un mets du nord de la France s'apparentant à un ragoût de lapin au vin blanc[7],[8] ;
- un plat du sud de la France à base de baudroie (lotte) saisie à la poêle, déglacée au vin blanc puis cuite avec une sauce tomate, avec de l’ail et du persil[9] ;
- une soupe-repas de la cuisine québécoise, à base d'un bouillon tomaté, incluant beaucoup de légumes. On la retrouve avec ou sans poisson, notamment de la perchaude ou de la barbotte. Ce mets provient de la région de Sorel, en Montérégie[10].

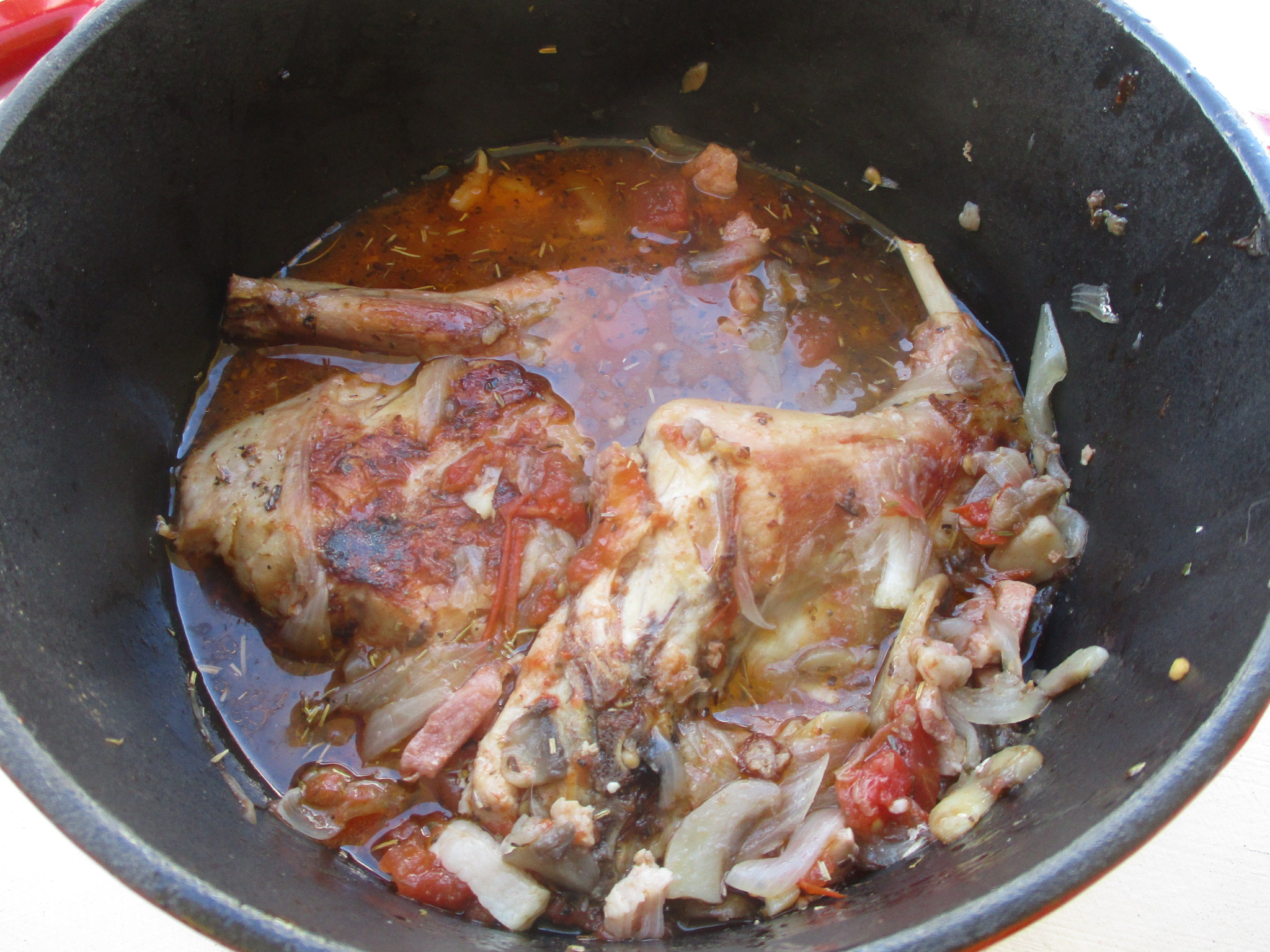
Lapin chasseur (variante).

## Recette
Faire revenir et dorer à la cocotte des morceaux de lapin, puis le faire cuire avec du vin blanc, et des légumes de jardin potager (tomate, pomme de terre, petit pois, haricot, carotte…).

## Festival
- Festival de la gibelotte de Sorel-Tracy, en Montérégie au Québec

## Musique
- 1939 : Félicie aussi, chanson humoristique de Fernandel. Il commande une gibelotte qui embaumait l’échalote  chez Chartier à Paris, où il invite à dîner Félicie[11].